# GTA Motor

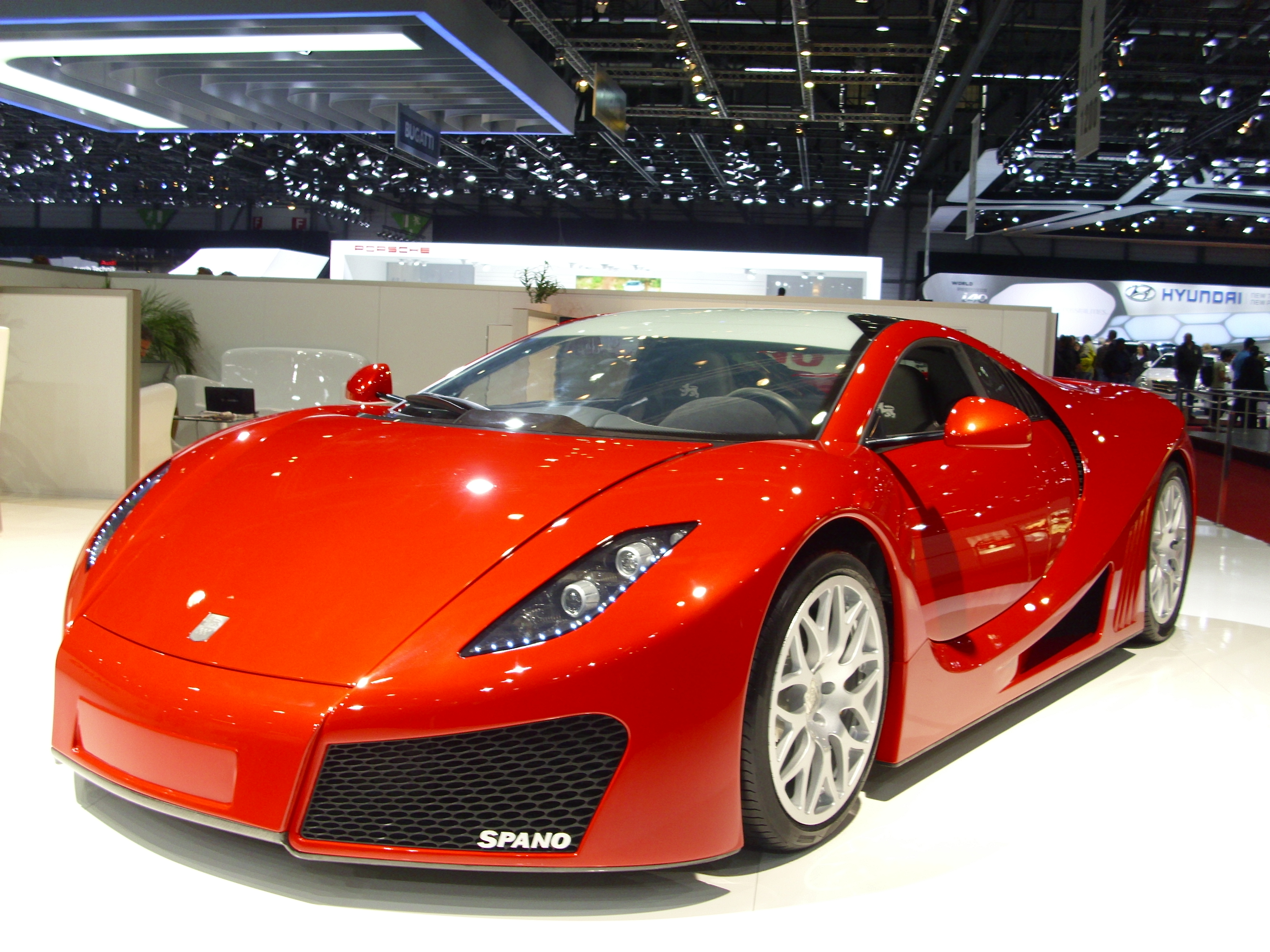
GTA Spano

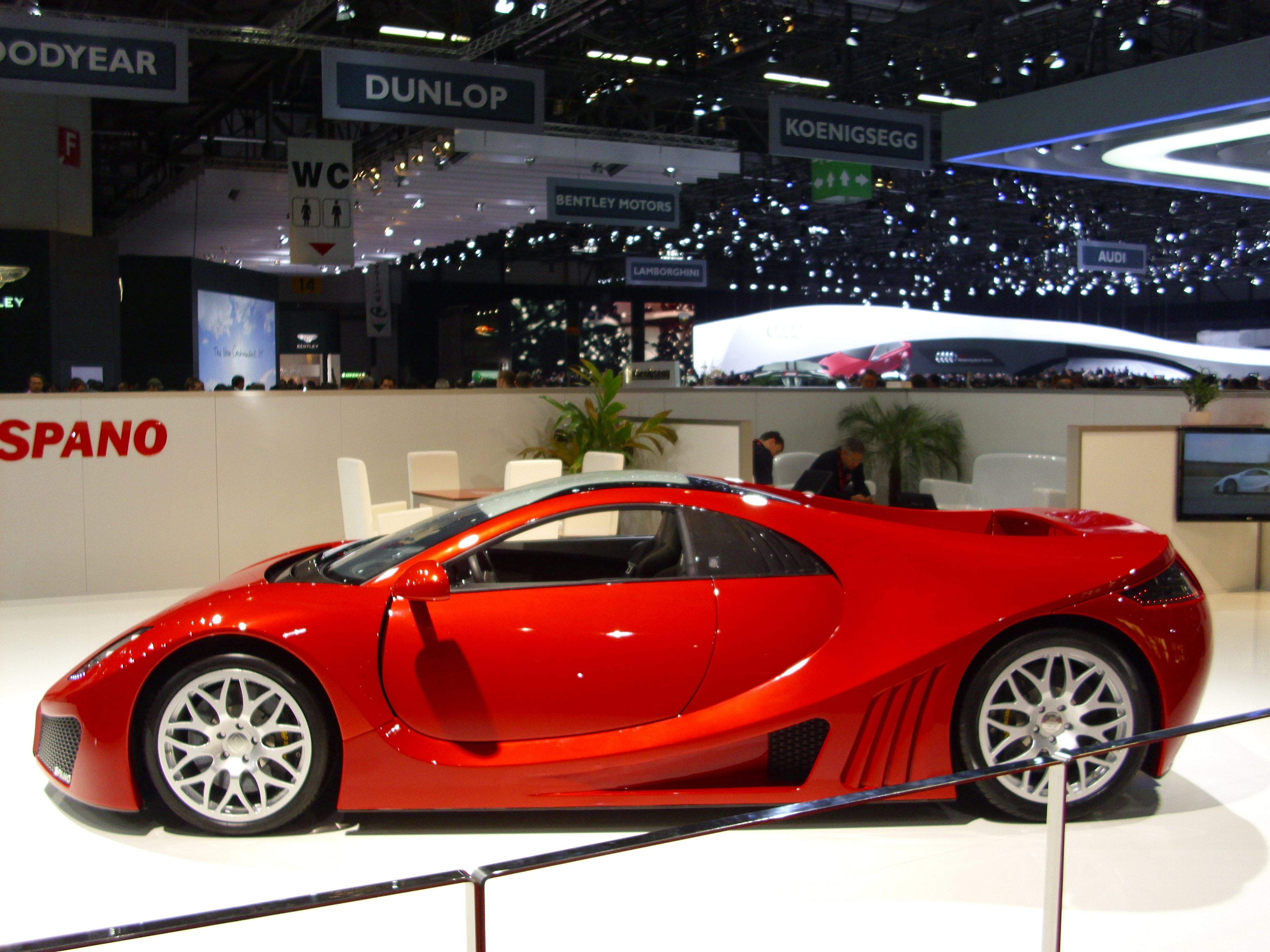
GTA Spano

GTA Motor ist ein spanischer Hersteller von Automobilen. Der Markenname lautet GTA.

## Unternehmensgeschichte
Das Unternehmen aus Torrent begann 2005 unter der Leitung von Domingo Ochoa mit der Entwicklung von Automobilen. 2008 erfolgte die Vorstellung des ersten Fahrzeugs. Die Produktion begann 2013.

## Fahrzeuge
Das einzige Modell ist der GTA Spano. Dabei handelt es sich um einen Supersportwagen. Für den Antrieb sorgte bis 2015 ein V10-Motor mit 8300 cm³ Hubraum und 618 kW (840 PS), seitdem leistet der Motor, der noch 8 Liter Hubraum hat, 680 kW (925 PS).